# Elvira Fortunato
Elvira Maria Correia Fortunato (ur. 22 lipca 1964 w Almadzie) – portugalska inżynier i nauczycielka akademicka, profesor, zastępczyni rektora Universidade Nova de Lisboa, w latach 2022–2024 minister nauki, technologii i szkolnictwa wyższego.

## Życiorys
Z wykształcenia inżynier, absolwentka badań materiałowych na Universidade Nova de Lisboa (1987). Na tej samej uczelni uzyskała magisterium ze specjalizacją w zakresie materiałów półprzewodnikowych (1991), a także doktorat (1995) oraz habilitację (2005) z mikroelektroniki  i optoelektroniki. Zawodowo związana z FCT NOVA, szkołą nauki i technologii macierzystej uczelni, w 2012 uzyskała pełną profesurę. Została na tym uniwersytecie również dyrektorem centrum badawczego CENIMAT i zastępczynią dyrektora FCT NOVA, a w 2017 objęła stanowisko zastępczyni rektora uczelni.
Członkini m.in. Lizbońskiej Akademii Nauk i Academia Europaea. Była doradczynią Komisji Europejskiej do spraw nauki. W 2008 Elvira Fortunato i jej mąż Rodrigo Martins przedstawili swój wynalazek – tranzystory na bazie celulozy. Badania te przyniosły jej międzynarodową rozpoznawalność i uznanie. Za swoją pracę badawczą była wielokrotnie wyróżniana nagrodami naukowymi.
W marcu 2022 objęła funkcję ministra nauki, technologii i szkolnictwa wyższego w trzecim rządzie Antónia Costy. Urząd ten sprawowała do kwietnia 2024.

## Odznaczenia
Odznaczona Orderem Infanta Henryka klasy II (2010).